# Jan Woltjer (classicus)
Jan Woltjer (Groningen, 1 februari 1849 - Amsterdam, 27 juli 1917) was een Nederlands classicus, filosoof, pedagoog en hoogleraar aan de Vrije Universiteit Amsterdam.

## Levensloop
Jan Woltjer, zoon van een Groninger bakker, begon in 1861 op twaalfjarige leeftijd zijn werkzame leven als kwekeling op de lagere school, die hij zelf net had afgerond. In 1867 behaalde hij zijn examen voor hulponderwijzer, en in de opvolgende jaren tevens diverse schoolakten, waaronder Frans, wiskunde en Hoogduits. Ook leerde hij zichzelf Latijn en Grieks en slaagde in 1872 voor het toelatingsexamen aan de Rijksuniversiteit Groningen. Daar studeerde hij klassieke talen en behaalde in 1876 zijn doctoraal. In 1877 promoveerde hij op het proefschrift Lucretii philosophia cum fontibus comparata bij Cornelis Marinus Francken (1820-1900), een vergelijking van Lucretius' filosofische gedicht De Rerum Natura met het daarin verwoorde denken van Epicurus. Deze dissertatie is in 1987 geselecteerd voor herdruk in de serie "Greek and Roman Philosophy. A Fifty-Two Volume Reprint Set".

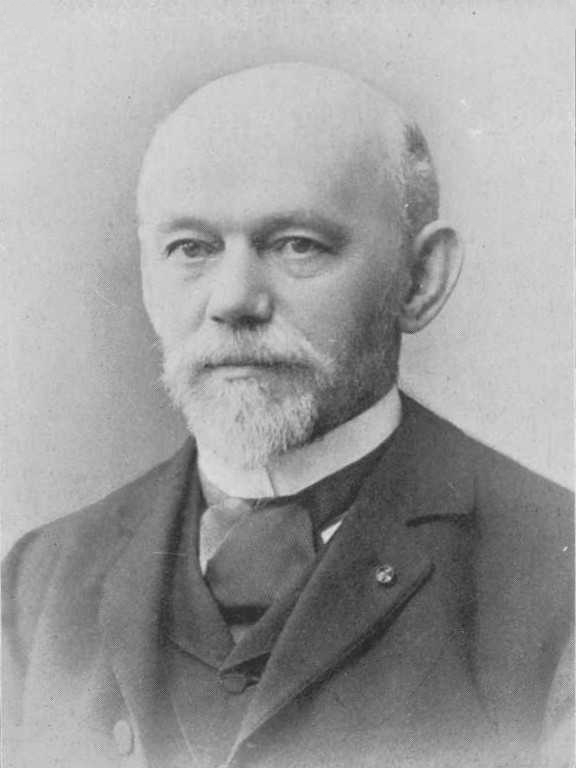
Jan Woltjer, 1913

Na een periode als leraar geschiedenis aan de Leidse HBS was Woltjer van 1881 tot aan zijn dood in 1917 hoogleraar klassieke talen aan de Faculteit der Letteren en Wijsbegeerte van de Vrije Universiteit Amsterdam. Hier was hij verantwoordelijk voor het onderwijs in Latijn, Romeinse Geschiedenis, Antiquiteiten en Palaeografie, en tot 1904 ook voor Grieks en Griekse Geschiedenis, Antiquiteiten en Palaeografie. Daarnaast gaf hij bijna 30 jaar lang de colleges "Encyclopaedie der Philologie", ook verplicht voor de studenten in de theologie. Daarin behandelde hij hoofdlijnen en thema's van taal- en letterkunde, taalfilosofie, geschiedenisfilosofie en theoretische filosofie. Ook pedagogische colleges gaf hij, mede vanwege zijn functies als rector van het Gereformeerd Gymnasium in Amsterdam en bestuurslid van de Gereformeerde Kweekschool Amsterdam (van Gymnasium en Kweekschool was hij mede-oprichter). Verder was hij onder andere Eerste Kamerlid voor de ARP van 1902 tot 1917.
Vijf maal trad hij met een rectoraatsrede aan voor een jaar als rector magnificus van de Vrije Universiteit Amsterdam: in 1886, 1891, 1896, 1901 en 1908. In 1902 was hij de eerste hoogleraar van de Vrije Universiteit, die lid werd van de Koninklijke Nederlandse Akademie van Wetenschappen.
Jan Woltjer begon als classicus met een filosofisch getint proefschrift over de inhoudelijke overeenkomsten tussen de Romeinse dichter en filosoof Titus Lucretius Carus (99-55 v.Chr.) en de Griekse filosoof Epicurus (341-270 v.Chr.). Sindsdien ontwikkelde Woltjer zich, via de vakfilosofische vragen die hij tegen kwam in de taalfilosofie, de geschiedenisfilosofie en op pedagogisch terrein, tot een filosoof in algemene zin. Aan de vroege Vrije Universiteit werd hij daarbij uitgedaagd om onder woorden te brengen hoe hij als filosoof de verbinding legt met zijn overtuigingen als christen. Dat deed hij onder andere door in zijn filosoferen de Logos, het Woord, centraal te stellen - het Woord dat volgens het Johannes-evangelie vlees (mens) geworden is in de persoon van Jezus Christus. Volgens diverse passages uit de Nieuw-Testamentische geschriften is Jezus Christus als de Logos de draaggrond voor heel de werkelijkheid, en volgens Woltjer is Hij bovendien de garantie voor het menselijk kennen van deze werkelijkheid, ook empirisch-wetenschappelijk en filosofisch kennen. 
Als classicus was hij een uitgesproken opponent van de tekstkritische bronnenbenadering van de Leidse hoogleraar Carel Gabriel Cobet. Enige inzage in zijn levenshouding en ideeën geeft ook een bewaard gebleven briefwisseling tussen Woltjer en de literatuurhistoricus Jan te Winkel; Koninklijke Bibliotheek, Den Haag.

## Persoonlijk
Woltjer trouwde op 28 september 1877 met Marchien Janssonius (1851-1919). Zij kregen 8 kinderen, van wie 4 jong overleden zijn. Zoon Robert Herman Woltjer (1878-1955) was eveneens classicus. Dochter Hillegonda Hester (1880-1938) trouwde met de predikant/theoloog dr. J.G. Ubbink (1875-1944). Zoon Herman Robert Woltjer (1887-1974) was natuurwetenschapper, onder andere als hoogleraar op Bandung (Java). De jongste zoon Jan Woltjer jr (1891-1946) was astronoom en hoogleraar theoretische sterrenkunde.
Voor de opvallende naamgeving van de twee oudste zoons (Robert Herman en Herman Robert) is de volgende verklaring aannemelijk: vader Jan Woltjer heeft zelf als dertienjarige een broertje van vier jaar oud verloren, Robertus Woltjer (geb. Groningen 06.02.1858, overl. Groningen 25.04.1862). Deze Robertus was de zesde van uiteindelijk acht kinderen, van wie Jan de tweede was, en de derde een levenloos geboren zoon.
François D. Pauwels, Amsterdamse schrijver en advocaat, bekend om zijn persoonstyperingen, schreef in 1938 Het Duel, een roman over zijn overgang, als artiestenzoon, van het Stedelijk naar het Gereformeerd Gymnasium. Rector Woltjer duidt hij anoniem aan, bijvoorbeeld met 'De Prof'. Pauwels kijkt met groot respect op hem terug: "De Prof lust geen klakkelooze jazeggers.  (...) M’n zelfbewustzijn, m’n gevoel voor eigenwaarde heb ik terug. Meer dan dat. De beroemde man is een wonderlijke medicijnmeester. Hij heeft me ruggengraat gegeven."

## Publicaties
- 1877. Lucretii philosophia cum fontibus comparata. Proefschrift. Groningae : Noordhoff. Herdruk: 1987. New York: Garland.
- 1880. Serta romana : poetarum decem latinorum carmina selecta. Groningae : Wolters.
- 1884. Latijnsche grammatica voor gymnasiën. Groningen : Wolters.
- 1886. Overlevering en kritiek. Amsterdam : Wormser (rede, opgenomen in 1931).
- 1887. Wat is het doel van het christelijk nationaal schoolonderwijs?. Amsterdam : Wormser.
- 1891. De Wetenschap van den Logos. Amsterdam : Wormser (rede, opgenomen in 1931)[2].
- 1891. De onregelmatige Grieksche werkwoorden, voor zoover ze bij Attische schrijvers voorkomen. Groningen : Wolters
- 1892.  Gezag en wetenschap J. A. Wormser, Amsterdam[3].
- 1892. Grieksche grammatica voor gymnasiën. Groningen : Wolters
- 1891. Ideëel en reëel. Amsterdam : Höveker & Wormser (rede, opgenomen in 1931)[4].
- 1891. Beginsel en Norm in de Literatuur. Leiden : Donner (rede, opgenomen in 1931).
- 1908. Het Woord, zijn Oorsprong en zijne Uitlegging. Amsterdam : Van Schaik (rede, opgenomen in 1931).
- 1910. Het onderwijs in Nederland : Algemeene en Internationale Tentoonstelling te Brussel in 1910, Nederlandsche afdeeling. Met anderen. Groningen : Wolters
- 1923. "Ut Cognoscant Te". Verhandelingen over onderscheiden Gymnasiale Leervakken. Amsterdam : De Standaard
- 1931. Verzamelde Redevoeringen en Verhandelingen. Amsterdam : De Standaard[5]
- 1880. H. Hermans en J. Woltjer, Atlas der algemeene en vaderlandsche geschiedenis (herdrukken vanaf 1883 door) Groningen : J.B. Wolters.

- Biografisch Portaal: 13954893
- Digitale Bibliotheek voor de Nederlandse Letteren: wolt016
- Gemeinsame Normdatei: 123478707
- International Standard Name Identifier: 0000 0000 8134 5043
- Library of Congress Control Number: n85255497
- Nederlandse Thesaurus van Auteursnamen: 068842287
- Parlement.com: vg09lld4e4zd
- Système universitaire de documentation: 172412684
- Virtual International Authority File: 55056109
- WorldCat: E39PBJhXdcwPH9fdDjmyGP9kXd